# 厚真川
厚真川（あづまがわ）は、北海道胆振総合振興局管内を流れ太平洋に注ぐ二級河川。厚真川水系の本流である。

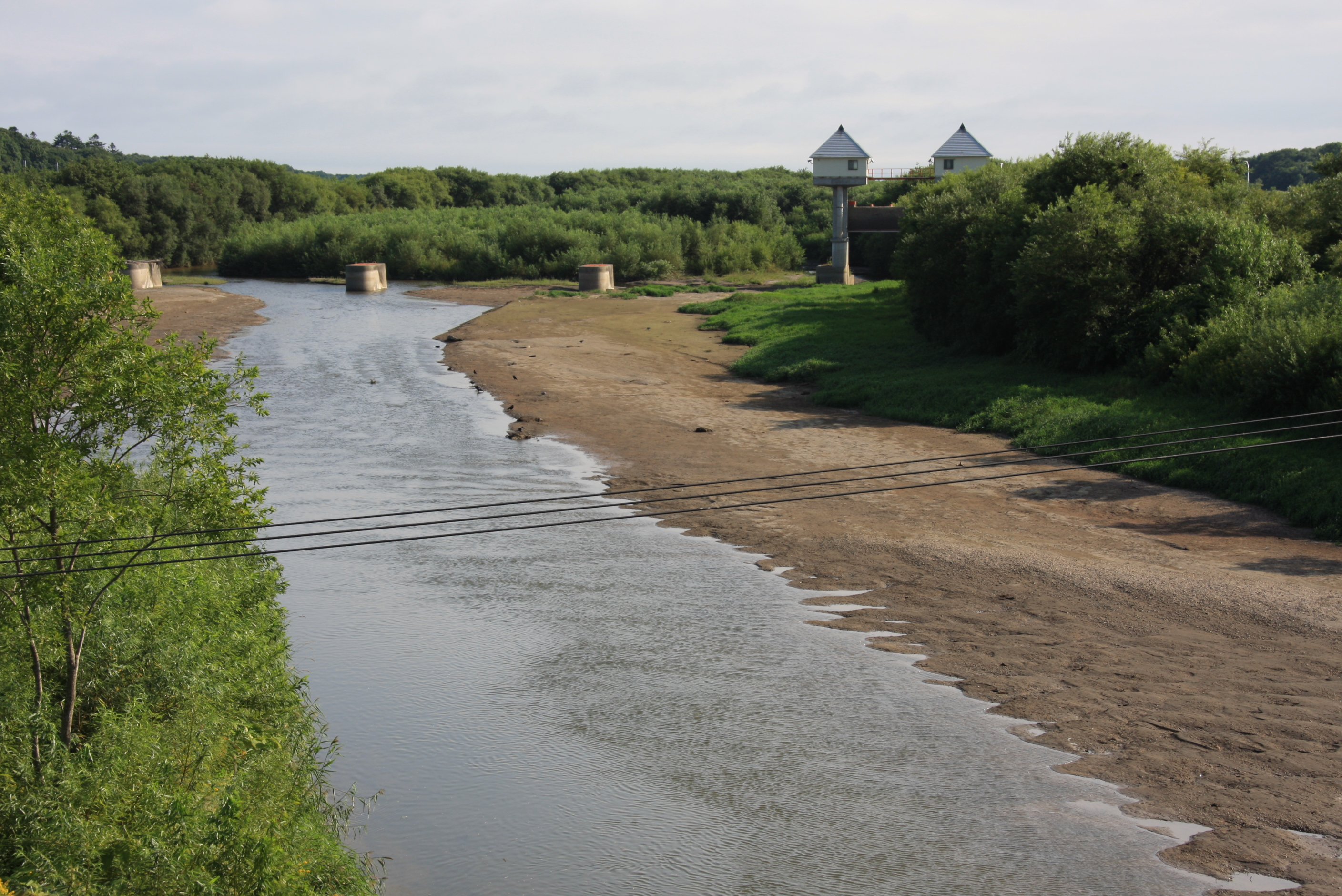
厚真川（上厚真） 上厚真大橋より下流側を望む

## 地理
北海道胆振総合振興局勇払郡厚真町北部の空知総合振興局夕張市との境界にある640m峰（夕張山地南部の丘陵地帯）に源を発し、厚真ダムを経由し厚真本町から上厚真を貫流し、浜厚真の苫小牧東港区近辺で太平洋に注ぐ。

## 地名由来
アイヌ語の「アトマブ」（オヒョウ・在る・処）、あるいは地域の湿地帯に名付けられた「アットマム」（向こうの湿地帯）から転訛して「アトマム」「アトマ」になって「アッマ」になった説がある。

## 治水および利水
流域を穀倉地帯に囲まれ稲作の灌漑に伴う取水・排水に於いて重要な河川である。
同時に度重なる河川氾濫災害に起因する治水工事を余儀なくされ、蛇行区間河道の線形改修を前提とした大規模な河川改修工事が逐次実施されている。
灌漑用水ダムを筆頭に可動堰である頭首工:7ヶ所と揚水機:3ヶ所の他、逆流防止を兼ねた排水ゲートである樋門・樋菅:73ヶ所に及ぶ。
更に厚真ダムの下流に位置する幌内地区に多目的ダムの厚幌ダム - ダム便覧　が施工中である。

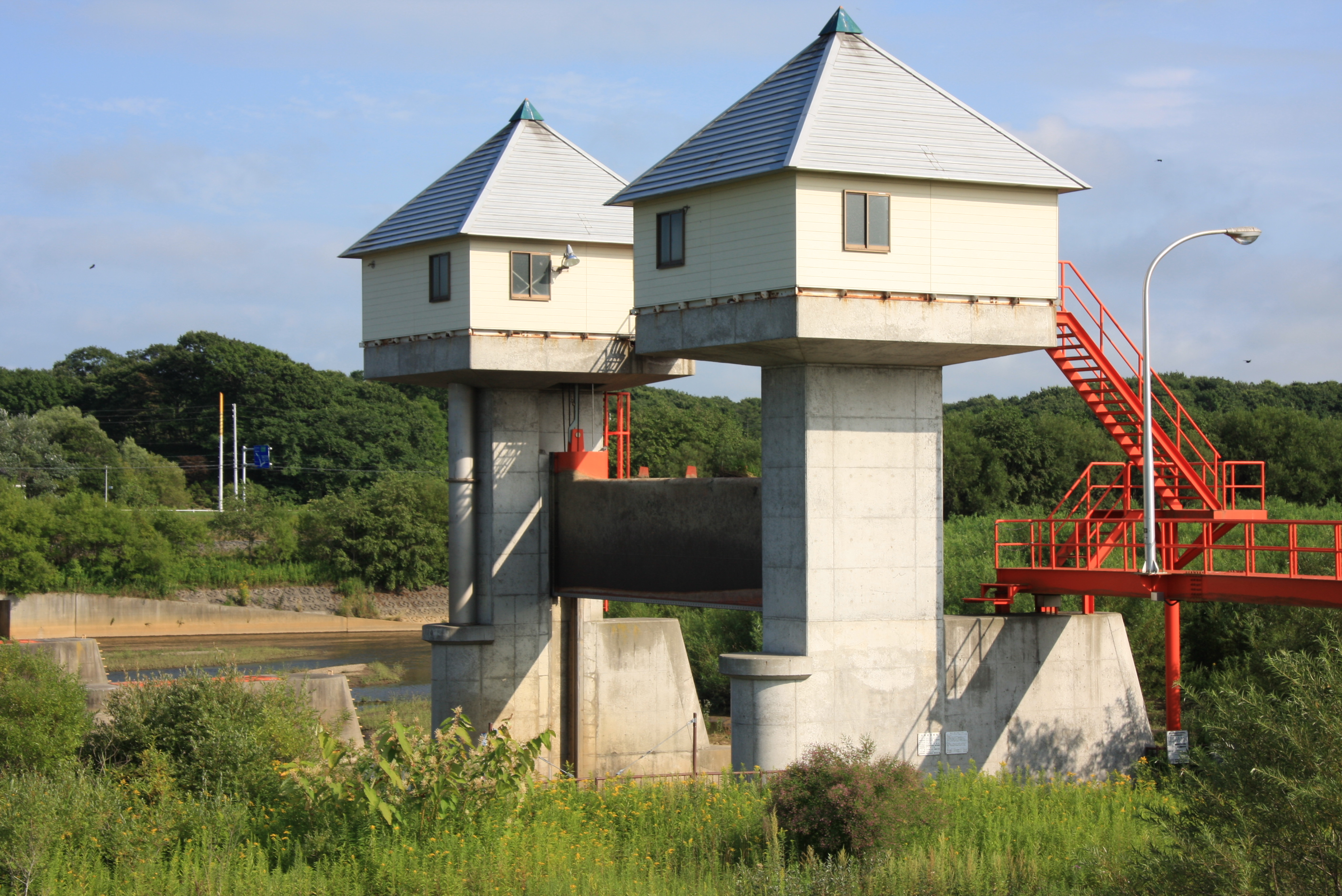
灌漑用の可動堰：第9区頭首工（厚真町上厚真）

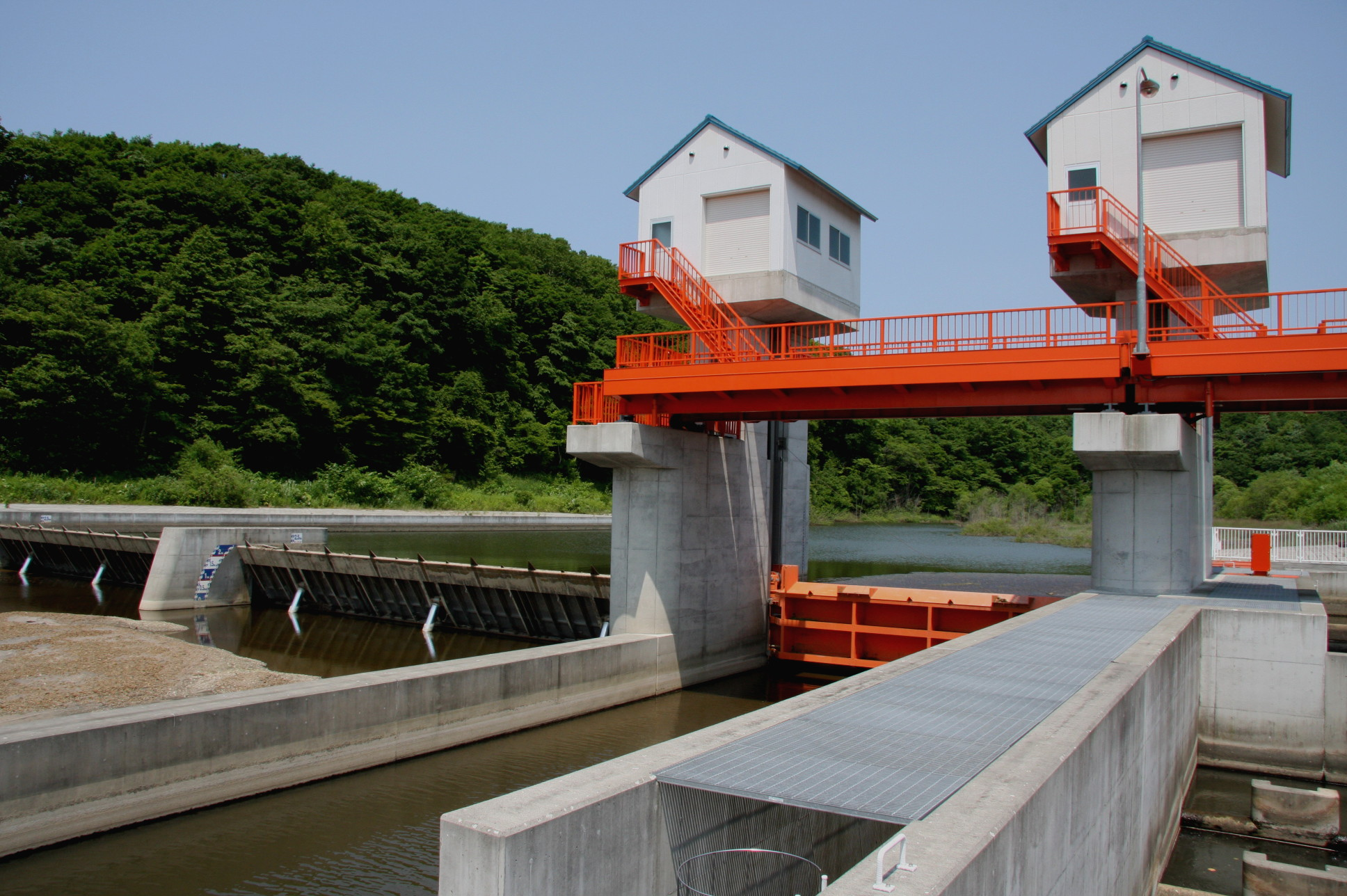
灌漑用の可動堰：統合頭首工（厚真町美里）

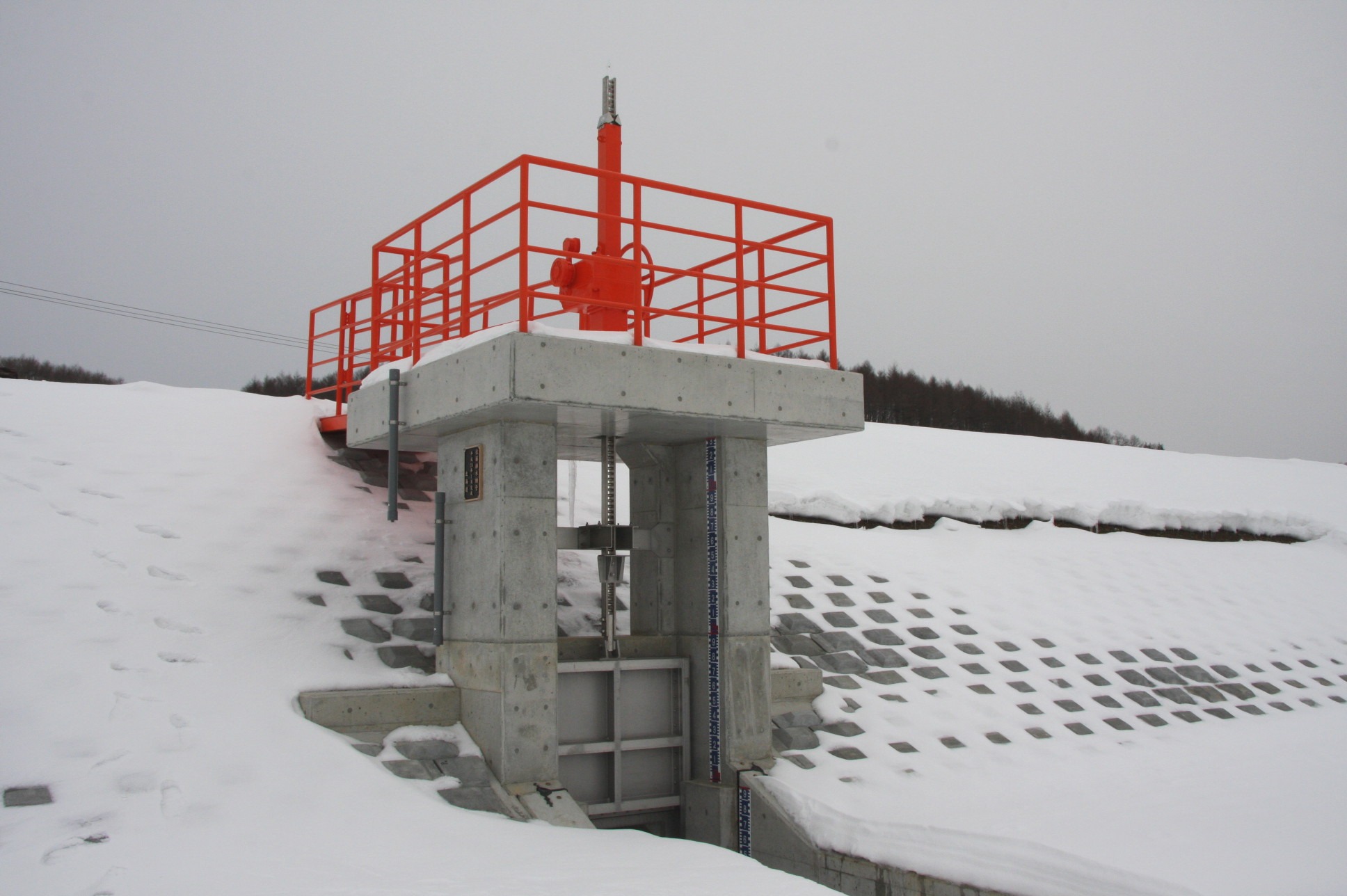
河道改修に伴い新設された手動ラック方式の
佐藤排水樋菅（厚真町富里）

### 主な河川施設
| 一次 支川名 （本川） | 二次 支川名 | ダム名      | 堤高 (m) | 総貯水 容量 (千m3) | 型式         | 事業者                            | 備考   |
| -------------------- | ----------- | ----------- | -------- | ------------------ | ------------ | --------------------------------- | ------ |
| 厚真川               | －          | 厚真ダム    | 38.2     | 10,080             | ロックフィル | 厚真町土地改良区 （北海道開発局） | 幌内   |
| 厚真川               | －          | 厚幌ダム    | 47.2     | 47,400             | 台形CSG      | 北海道                            | 幌内   |
| 厚真川               | －          | 第1区頭首工 | --       | --                 | 可動堰       | 厚真町土地改良区                  | 幌内   |
| 厚真川               | －          | 第2区頭首工 | --       | --                 | 可動堰       | 厚真町土地改良区                  | 幌内   |
| 厚真川               | －          | 第3区頭首工 | --       | --                 | 可動堰       | 厚真町土地改良区                  | 幌内   |
| 厚真川               | －          | 第4区頭首工 | --       | --                 | 可動堰       | 厚真町土地改良区                  | 幌内   |
| 厚真川               | －          | 第5区揚水機 | --       | --                 | 揚水場       | 厚真町土地改良区                  | 朝日   |
| 厚真川               | －          | 第6区頭首工 | --       | --                 | 可動堰       | 厚真町土地改良区                  | 朝日   |
| 厚真川               | ウクル川    | 井堰1号堰   | --       | --                 | 取水堰       | 厚真町土地改良区                  | 宇隆   |
| 厚真川               | －          | 統合頭首工  | --       | --                 | 可動堰       | 厚真町土地改良区                  | 美里   |
| 厚真川               | －          | 統合揚水機  | --       | --                 | 揚水場       | 厚真町土地改良区                  | 美里   |
| 厚真川               | －          | 第9区頭首工 | --       | --                 | 可動堰       | 厚真町土地改良区                  | 上厚真 |
| 厚真川               | －          | 第9区揚水機 | --       | --                 | 揚水場       | 厚真町土地改良区                  | 上厚真 |

- 備考：黄欄は建設中もしくは計画中のダム（2012年現在）。

## 流域の自治体
北海道
胆振総合振興局勇払郡厚真町

## 支流
括弧内は流域の自治体
- ショウシウシ川（厚真町）
- 鬼岸辺川（厚真町）
- 日高幌内川（厚真町）
- ウクル川（厚真町）
- 知決辺川（厚真町）
- 当麻内川（厚真町）
- 軽舞川（厚真町）

## 主な橋梁
- 祭橋 - 炭鉱厚真川林道
- 田舎橋 - 炭鉱厚真川林道
- コブシ橋
- 幌内橋 - 北海道道235号上幌内早来停車場線
- 富里大橋
- 常盤橋
- 厚真新橋 - 北海道道59号平取厚真線
- 厚真大橋 - 北海道道10号千歳鵡川線
- 美里橋 - 人道橋
- 豊川橋 - 北海道道482号豊川遠浅停車場線
- 共栄橋
- 上厚真大橋 - 北海道道259号上厚真苫小牧線
- 厚真川橋 - 日高自動車道
- 浜厚真橋 - 国道235号
- 厚真川橋梁 - JR日高本線
- 臨港大橋